# Salto del Oso
El Salto del Oso es un barrio de la localidad de Ramales de la Victoria en el municipio cántabro homónimo (España).
Se encuentra en una zona pesquera del río Gándara, poco antes de que este vierta sus aguas al Asón. Dista 1 kilómetro de la capital municipal y se encuentra a una altitud de 100 metros.
En el año 2011 tenía una población empadronada de 110 habitantes. Aunque solo tenga esa población se le suele considerar una localidad.[cita requerida]
Una leyenda dice que un oso saltó un puente roto durante una riada, lo que le daría nombre. 